# 矢内原門
矢内原門（やないはらもん）とは、東京都目黒区駒場の東京大学駒場Iキャンパスにあった「門」。正規の門ではなく、大学を囲む柵の、駒場商店街方面へ行くのに至便な位置に開けられた幅1メートルほどの通用口の名であった。

## 概説
矢内原忠雄が東京大学教養学部長の時代に、学生の試験ボイコットの際に正門がピケットにより通行できなくなったおり、学部長が自ら生垣を押し分けて通り、以後公認の通路となったと伝えられた。また、以前よりの抜け道であったが、矢内原学部長がピケ対策として「特別に門以外の場所を通行してよい」旨の告知を行ったことから学生が公然と通行するに至ったものだとも言われる。東京大学教養学部の前身である旧制第一高等学校では正規の門以外は絶対に通らないという「正門主義」があったこと、矢内原がその後も学生のストライキ等には厳しい態度を貫き、ストライキを指導した学生を退学とする「矢内原三原則」を打ち出した人物であることなどもこのエピソードの背景となっている。
近年の駒場キャンパスの整備事業で、柵の位置が大きく移動し、矢内原門は消滅した。
現在、跡地付近は「矢内原公園」と呼ばれる小公園となり、「矢内原門跡」という石碑が設置されている。